# Квинт Марций Рекс (консул 118 года до н. э.)
Квинт Ма́рций Рекс (лат. Quintus Marcius Rex; умер после 117 года до н. э., Рим, Римская республика) — древнеримский военачальник и политический деятель из плебейского рода Марциев Рексов, консул 118 года до н. э. Во время консулата разбил альпийское племя стенов и за эту победу был удостоен триумфа.

## Происхождение
Квинт Марций принадлежал к знатному плебейскому роду Марциев, представители которого начали занимать высшие должности сразу после допуска плебеев к консулату. В поздних генеалогиях, возникших не позже начала I века до н. э., к этому роду причисляют легендарного патриция Гнея Марция Кориолана. Согласно таким родословным, предками Марциев был один из римских царей Анк Марций, который, в свою очередь, по матери был внуком Нумы Помпилия. Некоторые античные генеалоги пытались вести происхождение этого семейства от одного из сыновей Нумы и настаивали на его связи с богом войны Марсом.
Отцом Квинта был нобиль того же имени, претор 144 года до н. э.

## Биография
Первое упоминание о Квинте Марции в сохранившихся источниках относится к году его консулата. Тем не менее, учитывая требования закона Виллия, установившего определённые минимальные промежутки между высшими магистратурами, историки предполагают, что не позже 121 года до н. э. Рекс должен был занимать должность претора. В 118 году до н. э. он стал консулом вместе с ещё одним плебеем — Марком Порцием Катоном. Последний отправился в выпавшую ему по жребию провинцию Африка и там вскоре умер, тогда как Квинт Марций остался в Италии. Его консулат был омрачён гибелью сына — «самого почтительного и многообещающего, да ещё к тому же — немалое добавление к горю — единственного». Тем не менее Рекс смирил своё горе и сразу после погребения провёл заседание сената в соответствии со своими обязанностями.
Ещё до конца консульского года Рекс начал войну с племенем стенов, жившим в Западных Альпах. Он одержал победу и за это уже в следующем году был удостоен триумфа. Возможно, с этой войной связаны судебный иск против Квинта Марция и процесс, в ходе которого защитник, выдающийся мастер красноречия Марк Антоний Оратор, смог вызвать у слушателей сочувствие к подсудимому и добиться таким образом оправдательного приговора.
Консулат Квинта Марция примечателен также основанием колонии Нарбо-Марциус в Трансальпийской Галлии, получившей название в честь этого магистрата.

## Потомки
В 68 году до н. э. консулом был ещё один Квинт Марций Рекс. Немецкий исследователь Фридрих Мюнцер предполагает, что это был сын консула 118 года до н. э.: последний, потеряв единственного отпрыска, мог жениться во второй раз и снова стать отцом.